# Gail Schoettler
Gail Sinton Schoettler (* 21. Oktober 1943 in Los Angeles, Kalifornien) ist eine US-amerikanische Politikerin. Zwischen 1995 und 1999 war sie Vizegouverneurin des Bundesstaates Colorado.

## Leben
Gail Schoettler studierte an der Stanford University Wirtschaftslehre und an der University of California in Santa Barbara Geschichte. Politisch schloss sie sich der Demokratischen Partei an. Von 1985 bis 1995 bekleidete sie das Amt des State Treasurer von Colorado.
1995 wurde Schoettler als Nachfolgerin von Samuel H. Cassidy neue Vizegouverneurin des Staates Colorado. Dieses Amt bekleidete sie bis 1999. Dabei war sie Stellvertreterin von Gouverneur Roy Romer. Im August 1996 nahm sie als Delegierte an der Democratic National Convention in Chicago teil, auf der Präsident Bill Clinton zur Wiederwahl nominiert wurde. 1998 bewarb sie sich um das Amt des Gouverneurs von Colorado, unterlag aber dem Republikaner Bill Owens. Zwischen 1999 und 2001 war sie amerikanische Vertreterin auf der World Radiocommunication Conference.
Heute ist Gail Schoettler Vorstandsvorsitzende der Fischer Imaging Corp sowie Direktorin der CancerVax Corporation und der Aspen Bio, Inc. Außerdem schreibt sie Artikel für die Zeitung The Denver Post. Sie wurde mit der französischen Ehrenlegion ausgezeichnet.